# John Gilmore (Musiker)

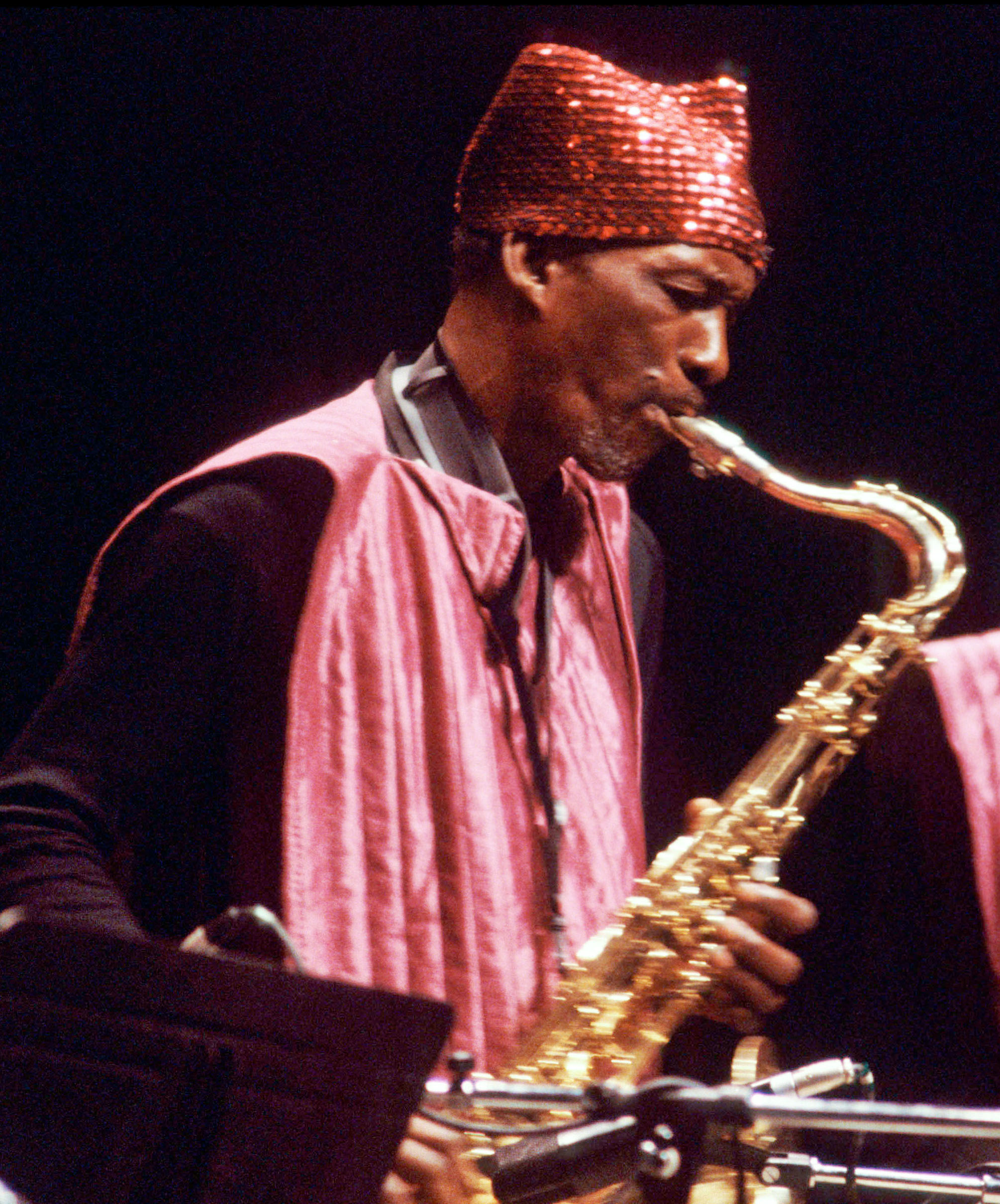
John Gilmore (1986, Konzert mit Sun Ra)

John Gilmore (* 28. September 1931 in Summit, Mississippi; † 19. August 1995 in Philadelphia, Pennsylvania) war ein US-amerikanischer Jazz-Saxophonist und -Klarinettist.
Gilmore begann im Alter von vierzehn Jahren mit dem Klarinettespiel, studierte an der Du Sable High School und trat während seines Dienstes bei der US Air Force 1948 bis 1951 als Klarinettist und Saxophonist auf. 1952 arbeitete er mit Earl Hines, bevor er 1953 Mitglied des Quartetts und später des Arkestra von Sun Ra wurde, dem er vier Jahrzehnte bis zu dessen Tod 1993 angehörte und das er danach bis zu seinem eigenen Tode leitete.
Daneben trat er auch mit Musikern wie Dinah Washington, Clifford Jordan, Freddie Hubbard, Elmo Hope, McCoy Tyner, Paul Bley, Andrew Hill, Pete LaRoca und Chick Corea auf und war 1964 bis 1965 Mitglied bei Art Blakeys Jazz Messengers. Er wirkte an mehr als 130 Alben mit, überwiegend mit Sun Ras Band. Gilmores spielerische Möglichkeiten, eindrucksvolle Effekte zu erzielen, machten ihn schon vor der Ära des Free Jazz zu einem Pionier des neuen Klangs im Jazz.

## Diskographische Hinweise
- Sun Ra and His Arkestra: Super-Sonic Jazz (1956), Jazz in Silhouette (1959), The Magic City (1965), When Angels Speak of Love (1966)
- Blowin' in From Chicago als Co-Leader mit Clifford Jordan, 1957
- Dizzy Reece Quintet: From In To Out, 1970
- Kosmos in Blue: John Gilmore Anthology, Vol. 1, 2017
- Midnight in Blue: John Gilmore Anthology, Vol. 2, 2017